# Martiri fascisti

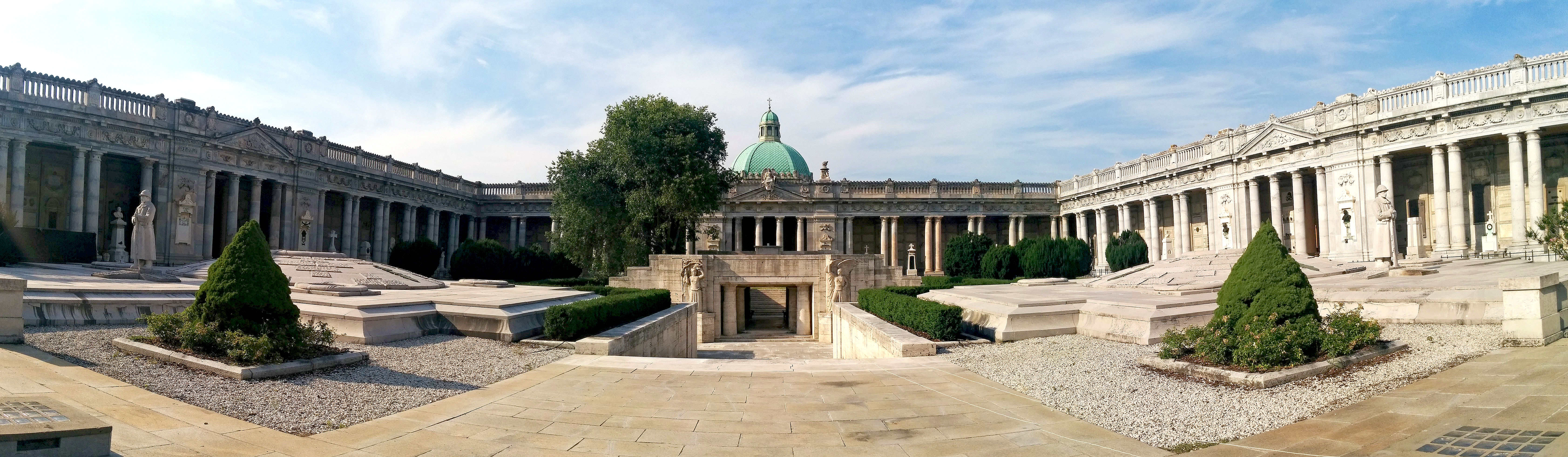
Il Monumento dei Martiri fascisti nella Certosa di Bologna inaugurato in occasione del decennale della Marcia su Roma il 28 ottobre 1932.

Martiri fascisti o Martiri della Rivoluzione Fascista o Martiri del fascismo venivano chiamati durante il fascismo i caduti per la causa fascista a partire dalla fondazione dei Fasci di combattimento nel 1919.

## Storia
Durante la nascita e la diffusione del movimento fascista, i suoi teoreti sostenevano che fosse in atto una guerra civile, della quale la responsabilità sarebbe derivata dalla deriva antinazionale del proletariato nel corso del diciannovismo. La rottura della legalità, per lo svolgimento con successo della marcia su Roma, avrebbe confermato la natura rivoluzionaria dell'avvento del fascismo, qualificando come martirio la morte dei suoi adepti nel corso del precedente periodo di torbidi: in realtà, durante il biennio legalitario (1922-1924), proprio in ragione del fatto di essere Presidente del consiglio dei ministri del Regno d'Italia secondo l'ordinamento statutario, Mussolini avallò la retorica dei "martiri" per tenere viva la narrativa pseudo-rivoluzionaria del suo avvento al potere. 
Perciò il 30 novembre 1922, solo un mese dopo la presa del potere di Benito Mussolini dopo la Marcia su Roma, venne stabilito che ogni città o paesino dovesse istituire un viale o un parco della Rimembranza, con un nuovo albero per ogni caduto della città durante la Grande Guerra: poco dopo il numero venne esteso a tutti i "martiri fascisti" e nel 1925 essi ammontavano a circa 400 nomi. Ciò nondimeno, il "mito dei tremila fascisti morti che il fascismo cominciò a diffondere nell'autunno 1924" mirava a controbilanciare l'effetto traumatico del delitto Matteotti sull'opinione pubblica, secondo il motto "un Matteotti non vale 3000 morti".

## Conteggio
Nel 1925, nelle dichiarazioni del regime, risultavano 45 morti e 285 feriti per la causa fascista, mentre nel 1933 risultava che la Milizia Volontaria per la Sicurezza Nazionale aveva avuto oltre quattrocento morti oltre a migliaia di mutilati e feriti per la causa fascista dalla sua fondazione nel 1923. I familiari dei caduti, i mutilati e i feriti erano membri di diritto dell’Associazione fascista delle famiglie dei caduti, dei mutilati e dei feriti per la Rivoluzione.
Durante il Regime venne detto che la Rivoluzione fascista era costata tremila morti, ma è stato un numero enfatizzato dalla stessa propaganda.
L'Opera Nazionale Balilla ricordava questi tremila morti nel primo articolo del Catechismo del Balilla nel Giuramento del Balilla:
Il Fascista che giura non appartiene più a se stesso ma al DUCE e alla causa della Rivoluzione fascista, così come per il DUCE e per la Rivoluzione morirono i tremila Martiri fascisti.»

## Apologetica
Durante un discorso a Palazzo Venezia, in occasione del decennale della Marcia su Roma il 17 ottobre 1932, Mussolini davanti a 25.000 gerarchi ricordò i Martiri fascisti con queste parole: "Fra tutte le insurrezioni dei tempi moderni, quella più sanguinosa è stata la nostra. Poche diecine richiedette l'espugnazione della Bastiglia...quella russa non ha costato che poche diecine di vittime. La nostra, durata tre anni, ha richiesto vasto sacrificio di giovane sangue".
Il 24 maggio 1933, in occasione della cerimonia dell'entrata in guerra nella prima guerra mondiale, il governatore di Roma Francesco Boncompagni Ludovisi assieme al vice-governatore deposero corone d'alloro presso il Milite ignoto e all'Ara dei caduti fascisti in Campidoglio; poi il presidente del Senato del Regno Luigi Federzoni depose una corona alloro sull'Ara dei caduti fascisti in rappresentanza del Parlamento.
Nel 1932 in occasione della Mostra della Rivoluzione fascista venne inaugurato il Sacrario dei Martiri Fascisti, ma il catalogo si limitò a dichiarare che erano stati "centinaia e centinaia".
Il 5 dicembre 1932 per chiudere le manifestazioni del decennale il Presidente del Senato del Regno Luigi Federzoni assieme a tutti i senatori resero omaggio alla cappella dei Martiri Fascisti presso il Palazzo del Littorio, allora sede del Partito Nazionale Fascista.

## Sacrari e monumenti
- A Bologna il 28 ottobre 1932 venne inaugurato il Monumento ai Martiri del Fascismo alla Certosa di Bologna con 53 salme di caduti per la causa della Rivoluzione fascista progettato dall'architetto Giulio Ulisse Arata con le statue dello scultore Ercole Drei[15].
- A Firenze nel 1934 nel Famedio di Santa Croce venne realizzato il Sacrario dei Martiri Fascisti che venne ampliato nel 1938 per accogliere i caduti "per l'Impero e per la Spagna" e nel 1939 venne visitato da Hitler e Mussolini.
- A Milano nel Cimitero Monumentale di Milano nel 1925 venne costruito il Sacrario dei Martiri fascisti, che è ancora oggi raduno di nostalgici[16].
- A Novara nel 1934 venne inaugurato il Sacrario dei Fascisti Novaresi nel Parco delle Rimembranze[17].
- A Novi Ligure (AL) venne costruita la Fontana ai Martiri fascisti progettata dall'architetto G. Serra.
- A Pavia venne costruito il Sacrario dei caduti fascisti all'interno del monastero di Santa Maria delle Cacce[18].
- A Roma venne costruita Cappella dei caduti per la rivoluzione al Cimitero del Verano fortemente voluta dalla direzione del Partito Nazionale Fascista con dodici salme di romani caduti per la causa fascista tra il 1920 e il 1922, ma dato che le salme erano solo quattro venne aggiunti quelli morti nel 1924 o anni dopo o anche all'estero; la Cappella venne inaugurata nel 1933[19], anche a Palazzo del Littorio (sede del PNF) venne costruita una cappella dei Martiri Fascisti con i marmi delle Alpi Giulie e venne inaugurata il 28 ottobre 1932[20][7]. Inoltre venne inaugurata il 28 ottobre 1926 l'Ara dei Martiri fascisti nella piazza del Campidoglio[21].
- A Siena nel 1938 venne inaugurato il Sacrario dei Martiri fascisti con dieci salme all'interno della Basilica di San Domenico, alla cerimonia presenziò anche Achille Starace inviato dal Duce[22].
- A Torino il 28 ottobre 1934 venne consacrata in piazza Castello la Campana dei Caduti Fascisti che venne messa nella Torre Littoria[23].

## Altro
- A Gaeta (LT) c'era piazza dei Martiri Fascisti, dal 1945 piazzale Giovanni Caboto.
- Nel quartiere genovese di Sampierdarena il 19 agosto 1935 via Milite Ignoto cambiò nome in via dei Martiri Fascisti, nome che mantenne fino al 3 luglio 1945 quando cambiò nome in via Paolo Reti in onore del caduto partigiano[24].
- Nel quartiere Pinciano a Roma c'erano viale dei Martiri Fascisti e Piazzale dei Martiri Fascisti ribattezzate nel 1945 viale Bruno Buozzi e Piazza Don Minzoni[25].